# Ten Years After

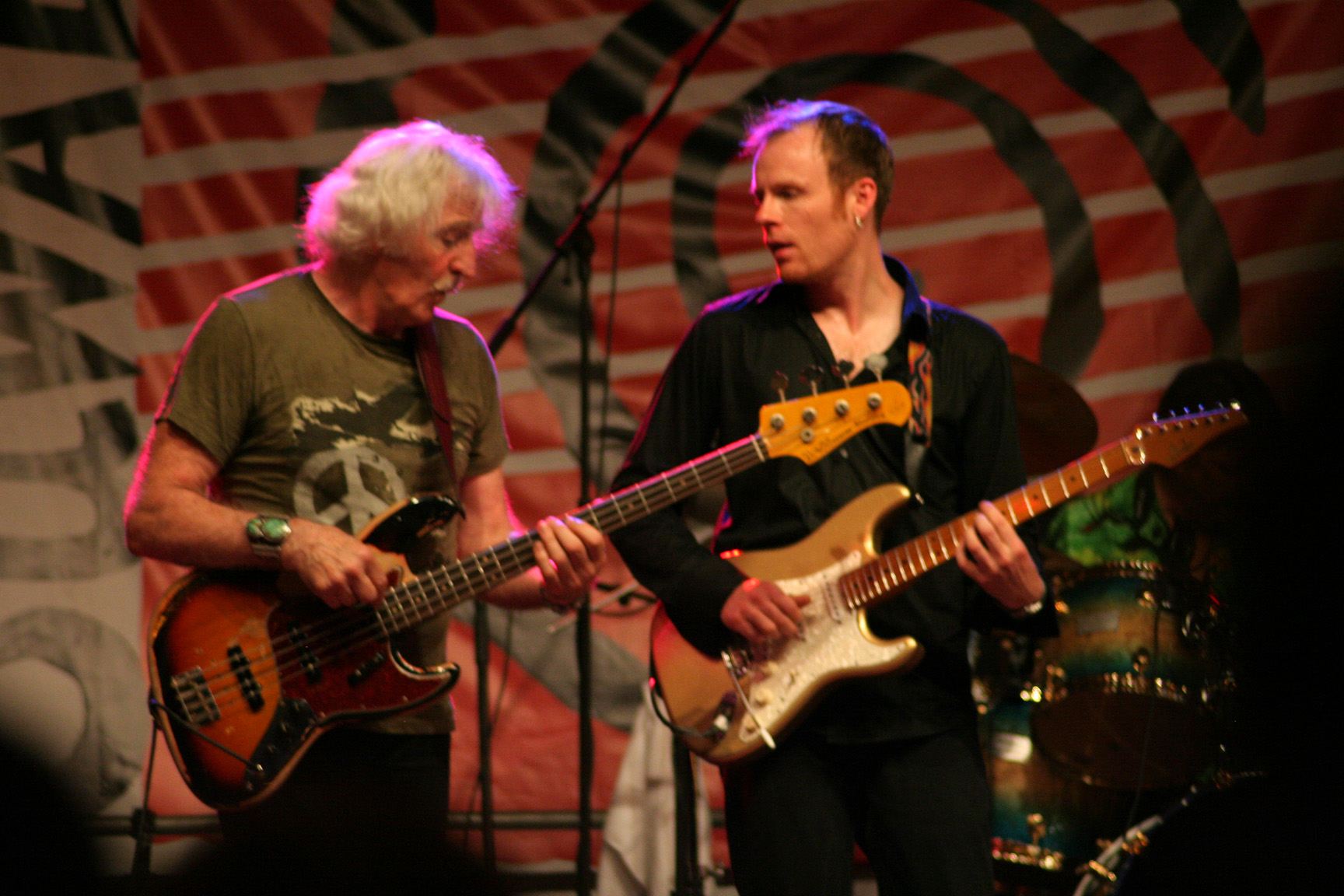
Ten Years After во время выступления на Suwałki Blues Festival, 2009 года

Ten Years After — британская рок-группа, образовавшаяся в 1967 году в Ноттингеме, Англия, исполнявшая блюз-/хард-рок с элементами джаза и американской рутс-музыки и внимание критики к себе привлекавшая, в основном, благодаря игре гитариста Элвина Ли, считавшегося одним из сильнейших инструменталистов в своём жанре. Наивысшее достижение группы в UK Singles Chart — #10 (1970, «Love Like A Man»). Восемь альбомов группы входили в Top 40; до #4 поднимались Ssssh (1969) и Cricklewood Green (1970). Двенадцать альбомов Ten Years After входили в Billboard 200, сингл «I’d Love To Change The World» (1971) поднялся до #40 в Billboard Hot 100.

## История группы
Первой группой гитариста Элвина Ли и бас-гитариста Лео Лайонса (англ. Leo Lyons) была The Jaybirds, также известная в Ноттингеме под названием Ivan Jay and The Jaymen (поскольку с 1960 по 1962 годы здесь пел Айвэн Джей). В 1965 году барабанщика Дэйва Куикмайра заменил Рик Ли (англ. Rick Lee). Год спустя, после продолжительного пребывания в Гамбурге, новый состав перебрался в Лондон, где к нему присоединился клавишник Чик Черчилл (англ. Chick Churchill). В ноябре 1966 года руководство коллективом взял на себя менеджер Крис Райт (англ. Chris Wright). Вскоре группа переименовалась в Blues Trip, затем в Blues Yard (под этим названием выступив в знаменитом клубе «Марки» вместе с The Bonzo Dog Band) и наконец — в Ten Years After.

## 1967—1974
Первым успехом группы стало выступление на Виндзорском джазовом фестивале (англ. Windsor Jazz & Blues Festival), результатом которого явилось заключение контракта с Deram Records, фирмой, дочерней по отношению к Decca. В октябре 1966 года TYA выпустили дебютный альбом Ten Years After. Его материал, набранный в основном из блюзовых стандартов, демонстрировал также и джаз-роковые наклонности («I Want To Know»). В качестве центрального трека (не только этого альбома, но и всего раннего репертуара группы) критика отмечала «Help Me», кавер-версию песни Вилли Диксона.
В Великобритании альбом прошёл незамеченным, но, к удивлению музыкантов, зазвучал на сан-францисских радиостанциях, игравших андеграунд, и привлёк внимание промоутера Билла Грээма. Он и пригласил группу на гастроли, которые состоялись летом 1968 года. Американская аудитория (согласно Allmusic) «мгновенно отреагировала на необычный стиль гитариста, соединившего воедино виртуозность и чувственность, и с этих пор не отворачивалась от коллектива». Ten Years After в общей сложности выезжали в турне по США 28 раз: чаще, чем любая другая британская группа.
В 1968 году после успешных концертов в странах Скандинавии группа выпустила концертный альбом Undead, сингл из которого «I’m Going Home» стал на некоторое время её визитной карточкой. Как сильнейшие в альбоме критики отметили «At The Woodchoppers' Ball» и «I May Be Wrong, But I Won’t Be Wrong Always».
Второй студийный альбом Stonedhenge впервые сделал Ten Years After популярными в Англии. Как отмечали рецензенты, особенно группе удались здесь блюзовые вещи: «Hear Me Calling» (она стала известна благодаря версии Slade, которые выпустили её синглом в 1972 году), «A Sad Song», «No Title», «Speed Kills» и «Going To Try». В июле 1969 года Ten Years After выступили на Ньюпортском фестивале (Newport Jazz Festival), а затем в Вудстоке, где (благодаря все той же «I’m Going Home») поднялись до статуса восходящих звезд хард- и блюз-рока.
Третий альбом Ssssh вошёл в Top 20 «Биллборда» и был отмечен в музыкальной прессе как заметное произведение в жанре «прогрессивной» блюзовой психоделии. В числе лучших вещей пластинки отмечались «Good Morning Little Schoolgirl» Сонни Боя Уильямсона (изменённый текст который «оставлял мало сомнений в том, что именно хотел бы сделать герой с героиней», хиппиозная баллада «If You Should Love Me» и первый трек «Bad Scene», в котором впоследствии многие расслышали элементы прото-панк-рока.
1970-е годы начались для Ten Years After триумфом: сингл «Love Like A Man» поднялся в Британии до 4-го места. Значительный успех имел и альбом Cricklewood Green, в котором группа открыла для себя синтезаторное звучание (специалисты считают его своего рода аналогом Who’s Next). Но многие отметили, что юношеская жизнерадостность сменилась тяжелой меланхолией с преобладанием минорных пассажей и «космических» мотивов. Это имело прямое отношение к изнурительному гастрольному графику, который в конечном итоге и предопределил закат феномена Ten Years After. Впрочем, в этом альбоме группа все ещё находится на творческом пике: доказательством тому могут служить прог-блюзовый трек «50,000 Miles Beneath My Brain», развивающийся почти по симфоническим законам, баллада «Circles» и «As The Sun Still Burns Away» — одна из самых мрачных вещей в репертуаре группы.
Альбом Watt прозвучал во многом как продолжение «Cricklewood Green»: основу его составляют те же заострённые риффы и «рассерженный» вокал, разве что общее настроение тут чуть посветлее. Элвин Ли начал экспериментировать с усложнёнными песенными структурами, но наибольшего эффекта добился в риффовых вещах («I’m Coming On»), соул-кантри «My Baby Left Me» (к песне Элвиса Пресли не имеющей отношения), «I Say Yeah», где синтезатор звучит вполне в духе Кита Эмерсона («Aquatarkus») и балладе «Think About The Times».. После выхода альбома Watt контракт группы истёк, и Райт перевел её в Columbia Records.
C альбомом A Space In Time, в котором Элвин Ли, по-видимому, сознательно отказался от эксплуатации роли виртуоза, группа попыталась войти в мейнстрим, отдалившись от блюз-рокового лагеря в котором соседствовала с Free и ранними Fleetwood Mac. Центральный трек альбома, «I’d Love To Change The World», стал американским хитом.
Сборник «воскрешённых отбросов» Alvin Lee & Company, выпущенный, как предположили многие, из коммерческих соображений, содержал в числе прочих трек «Portable People», записанный в 1968 году, и экспериментальную композицию «The Sounds».
В Rock & Roll Music To The World группа попыталась воспроизвести звук и настроение Watt; как наиболее запоминающаяся здесь была отмечена песня «You Give Me Loving». Как ни странно, только на концертах Ли в то время демонстрировал высочайшее техническое мастерство, в студии же каждый раз не находил в себе сил собраться (как принято считать, из-за проблем, связанных со злоупотреблением алкоголем).
В 1973 году Ten Years After выпустили Recorded Live, концертный альбом, выполняющий функции «Greatest Hits»: свои лучшие вещи группа исполнила здесь вдохновенно и виртуозно. Но к 1974 году стало ясно, что Ten Years After сделали на своём «участке фронта» все, что могли. Впоследствии критикой отмечалось, что как гитарист и автор Ли исчерпал источники вдохновения; в рамках прог-рока группа не могла всерьёз конкурировать с ELP и Yes. Positive Vibrations (несмотря на присутствие запоминающихся вещей — «Nowhere To Run», «Look Me Straihgt Into the Eyes») был встречен сдержанно. Кроме того, позже возникли подозрения, что лучший материал Элвин Ли оставил для своих сольных альбомов (в частности, In Flight). Вскоре после выхода пластинки группа объявила о том, что прекращает своё существование.

## 1988 — нынешнее время
В 1988 году TYA собрались вновь, дали несколько концертов в Европе и выпустили свой первый за последние 15 лет альбом, About Time, после чего вновь отошли от дел.
В 2001 году Рик Ли, работая над бэк-каталогом для перевыпуска, наткнулся на прежде не издававшиеся плёнки, записанные на концерте 1970 года в Филмор-Ист. Он попытался уговорить Элвина Ли совместными усилиями представить забытый материал публике, но тот отказался от участия в группе. Ли, Лайонс и Чёрчилл, пригласив 25-летнего поющего гитариста Джо Гуча (англ. Joe Gooch), вышли на гастроли без своего лидера. Группа провела мировое турне и выпустила Now (2004), за которым последовал бокс-сет Roadworks (2005). После ухода из группы Элвин Ли записывался сольно. 6 марта 2013 года он скончался от непредвиденных осложнений после обычного хирургического вмешательства.
В январе 2014 года, Джо Гуч и Лео Лайенс объявили об уходе из TYA.
Спустя два месяца было объявлено о том, что новыми участниками группы стали басист Колин Ходжкинсон и гитарист/вокалист Маркус Бонфанти.
В октябре 2017 года группа выпустила свой последний альбом A Sting in the Tale.

## Состав

### Текущий состав
- Чик Черчилл — клавишные (1966—1974, 1983, 1988—наши дни)
- Рик Ли — ударные (1966—1974, 1983, 1988—наши дни)
- Маркус Бонфанти — вокал, гитара (2014—наши дни)
- Колин Ходжкинсон — бас-гитара (2014—наши дни)

### Бывшие участники
- Элвин Ли — вокал, гитара (1966—1974, 1983, 1988—2003; умер в 2013)
- Лео Лайонс — бас-гитара (1966—1974, 1983, 1988—2014)
- Джо Гуч — вокал, гитара (2003—2014)

## Дискография

### Студийные альбомы
- Ten Years After (1967)
- Stonedhenge (1969)
- Ssssh (1969)
- Cricklewood Green (1970)
- Watt (1970)
- A Space in Time (1971)
- Alvin Lee And Company (1972)
- Rock & Roll Music to the World (1972)
- Positive Vibrations (1974)
- Going Home (1975) сборник
- About Time (1989)
- Now (2004)
- Evolution (2008)
- A Sting in the Tale (2017)

### Концертные альбомы
- Undead (1968)
- BBC Sessions (1967—1968)
- Recorded Live (1973)
- Live at the Fillmore East 1970 (2001)
- One Night Jammed (Live) (2003)
- Roadworks (2005)
- Live at Fiesta City (2009)
- Naturally Live (2019)